# 果糖
果糖（C6H12O6，Jmol 立体图 （页面存档备份，存于））是一种简单的糖（单糖），极易溶於水，在许多食品中存在，和葡萄糖、半乳糖一起构成了血糖的三种主要成份，可在如蜂蜜、树上的水果、浆果、瓜类以及一些根类蔬菜如甜菜、地瓜、欧洲萝卜、洋葱等中找到；通常与蔗糖和葡萄糖形成化合物。果糖也是蔗糖分解的产物。蔗糖是一种双醣，在消化过程中，经过酶的催化特性会分解为一个葡萄糖和一个果糖。
果糖是甜度最高的天然糖，果糖的甜度一般被认定是蔗糖的1.73倍。

## 词源
果糖的英文名称“Fructose”由两个词根“Fruct-”和“-ose”组合而成。“Fruct-”取自拉丁语名词“fructus”，是“水果”之意，而“-ose”则是糖类分子名称通用的后缀。 

## 化学性质

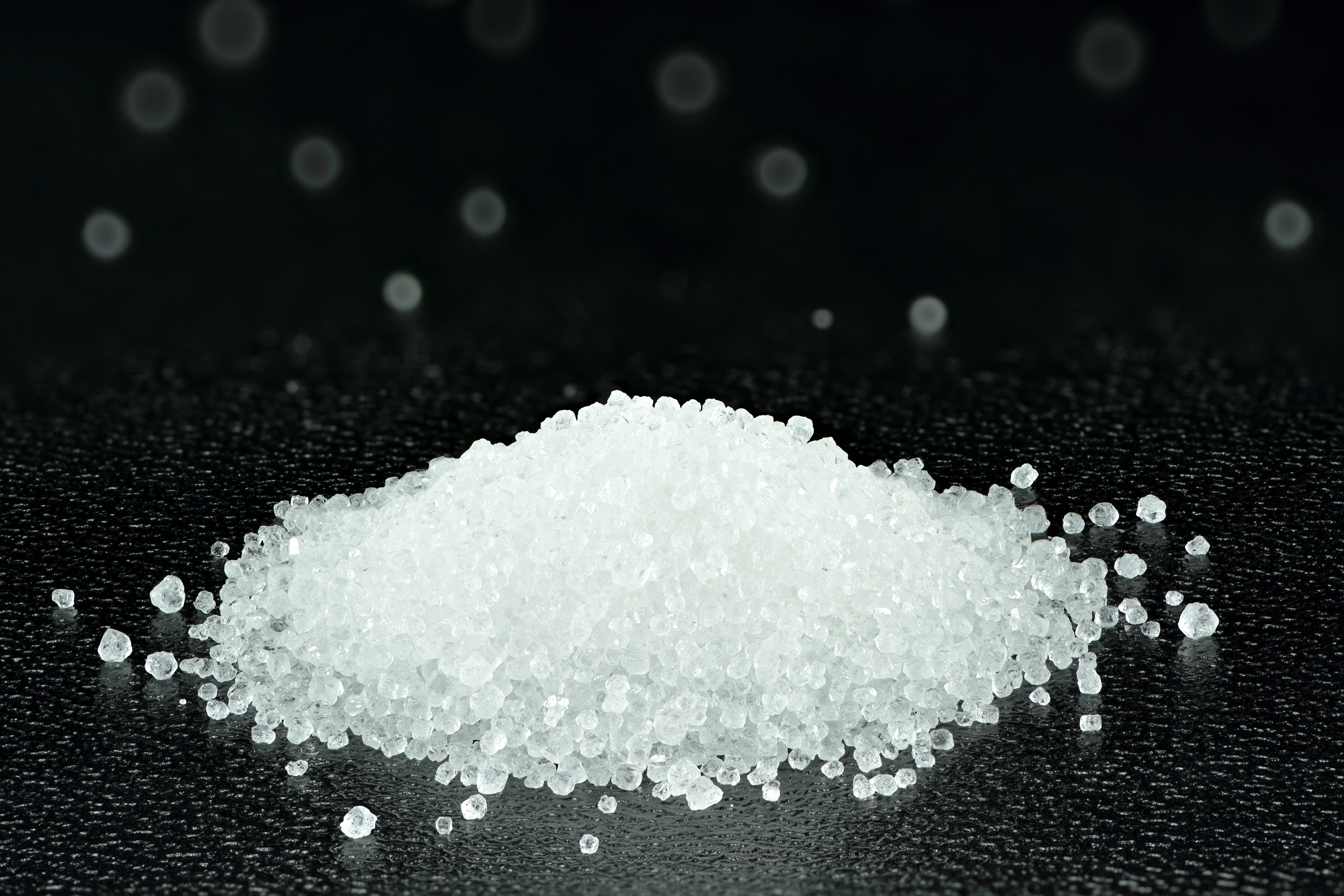
果糖晶体颗粒

果糖是6-碳多羥基酮。由於稳定的半缩酮和內部氢键果糖结晶呈环状六元结构。这种形式的正式名称为β-吡喃果糖。在溶液中，果糖以由70％β-吡喃果糖、23％的β-呋喃果糖、5％的α-呋喃果糖以及少量的α-吡喃果糖和链状结构果糖所组成的平衡混合物的形式存在。

### 发酵
果糖能在厌氧条件下由酵母或细菌发酵，酵母酶转化糖（葡萄糖或果糖）成为乙醇和二氧化碳。在发酵过程中所释放的二氧化碳將溶解在水中，在那里与碳酸达到平衡，除非发酵敞开於空气中。溶解的二氧化碳和碳酸產生瓶装碳酸气化发酵饮料。

### 美拉德反应
果糖与氨基酸发生美拉德反应，为食物中的还原糖（碳水化合物）与胺基酸／蛋白质在常温或加热时发生的一系列复杂反应，其结果是生成了棕黑色的大分子物质类黑精，或称擬黑素。除產生类黑精外，反应过程中还会產生成百上千个有不同气味的中间体分子，包括还原酮、醛和杂环化合物，这些物质为食品提供了宜人可口的风味和诱人的色泽。

### 脱水
果糖容易脱水从而產生羥甲基糠醛，这个过程成为一种低成本，从植物產生的汽油和柴油的替代物。

## 果糖基本性质
熔点：119-122℃ (dec.)　　
水溶性：3750 g/L (20℃)　
结构：在溶液中存在着支链果糖及其自身通过亲核加成反应形成的半缩酮呋喃糖（五元环，28%）和吡喃糖（六元环，72%）。

## 对人体健康的影响
过去认为使用果糖代替砂糖，在相同甜度下可以减少热量摄取，其升糖指数也很低，果糖在预防及控制糖尿病上较佳。但此观点已经遭到反驳，现代医学认为果糖只是不会醉的酒精（会造成脂肪肝、肥胖及成癮性），必须限制及预防上癮，否则会造成代谢症候群。现在医学认为果糖可能导致新陈代谢紊乱，使人罹患心臟病、糖尿病及痛风的机率增加。指出高果糖浆的化学结构会刺激食慾，並可能使肝臟將更多的威胁心臟安全的甘油三酯输出到血液中。 另外，果糖可抑制体內的微量元素铬，而正三价的铬在维持血糖、胰岛素和胆固醇的正常水平上起重要的作用。2008年胰臟癌细胞实验研究也初步发现，胰臟癌细胞代谢果糖的速度高於葡萄糖，因此，果糖也可能会诱导胰臟癌细胞分化，因而促进胰臟癌细胞生长。
由美国德州安德森癌症中心医生科恩（Lorenzo Cohen）一份刊登在「癌症研究」的论文研究结果指出，愈来愈多科学证明，西方饮食是多种癌症的风险因素，而且至少三分之二的癌症与生活方式有关，例如抽菸、不健康饮食和缺乏运动。其中果糖对於癌症的影响，尤其值得关注。科恩团队发现，果糖主要影响一种名为12-LOX的新陈代谢过程，帮助细胞转移或扩散，而大多数癌症病人不是死於原发肿瘤，而是转移的疾病。这个发现也可解释，为何吃较多含糖食物的癌症病患，较可能得到晚期癌症。在科恩的研究中，当老鼠六个月大时，以吃淀粉为主食的老鼠中有30%罹患乳癌；而除了淀粉外还吃蔗糖的老鼠，有半数罹患乳癌。而且糖吃得愈多，肿瘤就长得愈大。最新的统计显示，提高果糖摄取量，痛风机率也会提高。